# Theodor Kery
Theodor Kery, né le 24 juillet 1918 à Mannersdorf an der Rabnitz et mort le 9 mai 2010 à Kobersdorf, est un homme politique autrichien membre du Parti social-démocrate d'Autriche (SPÖ).

## Biographie
Il devient Landeshauptmann de Burgenland le 28 juin 1966, deux ans après que Hans Bögl a provoqué la toute première alternance régionale de la Deuxième République.
Il renonce à se succéder pour un sixième mandat à la suite des élections régionales du 4 octobre 1987, au cours desquelles le SPÖ perd sa majorité absolue au Landtag. Johann Sipötz le remplace le 30 octobre suivant. Puisqu'il a gouverné le Burgenland pendant plus de 21 ans, il détient le record de longévité au pouvoir dans le Land.